# Francesco Rosetta
Francesco Rosetta (Biandrate, Provincia de Novara, Italia, 9 de octubre de 1922 - Galliate, Provincia de Novara, Italia, 8 de diciembre de 2006) fue un futbolista italiano. Se desempeñaba en la posición de centrocampista.

## Selección nacional
Fue internacional con la selección de fútbol de Italia en 7 ocasiones. Debutó el 22 de mayo de 1949, en un encuentro ante la selección de Austria que finalizó con marcador de 3-1 a favor de los italianos.

## Clubes
| Club                | País   | Año         |
| ------------------- | ------ | ----------- |
| Novara Calcio       | Italia | 1941 - 1946 |
| Torino F. C.        | Italia | 1946 - 1947 |
| Alessandria Calcio  | Italia | 1947 - 1948 |
| A. C. F. Fiorentina | Italia | 1948 - 1957 |
| Hellas Verona       | Italia | 1957 - 1958 |

## Palmarés

### Campeonatos nacionales
| Título  | Club                | País   | Año     |
| ------- | ------------------- | ------ | ------- |
| Serie A | Torino F. C.        | Italia | 1946-47 |
| Serie A | A. C. F. Fiorentina | Italia | 1955-56 |